# Nerf subcostal

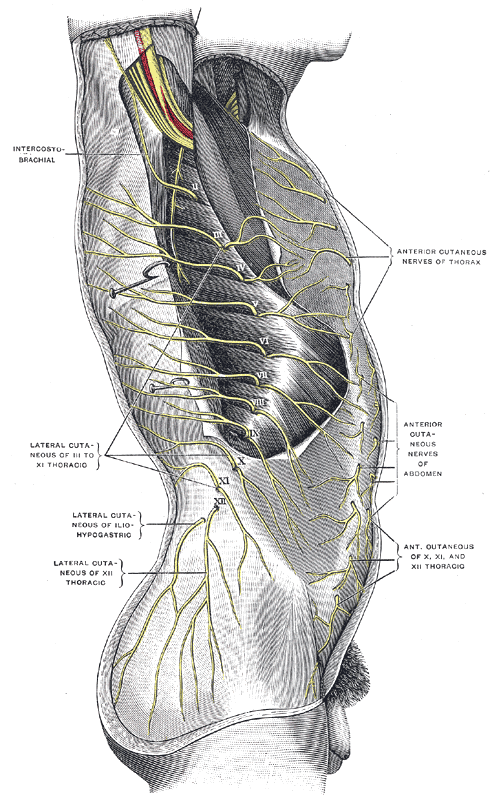
Face latérale droite du tronc montrant les branches cutanées du nerf subcostal

Le nerf subcostal (ou nerf sous-costal) est un nerf issu de la branche ventrale du douzième nerf thoracique. 

## Trajet
Le nerf subcostal passe initialement le long de la douzième côte, entre le rein en avant et le muscle carré des lombes en arrière. Ensuite, il chemine entre les muscles oblique interne et transverse avec un trajet oblique en avant et en bas vers le pubis.

## Zone d'innervation
Le nerf subcostal fournit des branches cutanées latérale et antérieure qui innervent la zone cutanée entre la douzième côte et le pubis et la partie antérieure de la fesse.
Le nerf subcostal émet des branches musculaires qui innervent le muscle pyramidal de l'abdomen dans sa totalité et partiellement les muscles dentelé postéro-inférieur, carré des lombes, droit, oblique externe, oblique interne et transverse de l'abdomen.
Il communique avec le nerf ilio-hypogastrique et le nerf ilio-inguinal du plexus lombal.